# Selección de hockey sobre hielo de México
El Equipo nacional de hockey sobre hielo de México es la selección nacional masculina de hockey sobre hielo de México y miembro de la Federación internacional de hockey. Actualmente se encuentra en el puesto 32 de la clasificación mundial en el IIHF World Ranking y compite en el Campeonato Mundial IIHF División II.

## Historia
México se asoció a la Federación Internacional de Hockey sobre Hielo en el mes de abril del año 1985. Su primer partido internacional tuvo lugar en el Campeonato mundial de hockey del 2000, en el cual perdieron contra la selección nacional de hockey sobre hielo de Bélgica por 5 a 0. Desde entonces han participado en cada mundial de realizado en dicha disciplina. Es el único equipo nacional de Latinoamérica que juega en el torneo IIHF.

## Uniforme
2014

## Lista
From the 2010 Men's World Ice Hockey Championships
| #  | Nombre                    | Pos | Fecha de nacimiento      | Club               |
| -- | ------------------------- | --- | ------------------------ | ------------------ |
| 7  | Brian Baxter Arroyo López | F   | 24 de febrero de 1985    | Imatran Ketterä    |
| 18 | Ander Barberena           | F   | 8 de noviembre de 1989   | San Jeronimo       |
| 21 | Adrián Cervantes          | F   | 22 de diciembre de 1985  | San Jeronimo       |
| 6  | Alexis Cervantes          | F   | 10 de septiembre de 1984 | San Jeronimo       |
| 20 | Alfonso de Alba           | G   | 16 de abril de 1985      | Lomas Verdes       |
| 1  | Andrés de la Garma        | G   | 11 de marzo de 1988      | San Jeronimo       |
| 8  | Luis A. de la Vega        | D   | 23 de marzo de 1988      | San Jeronimo       |
| 3  | Manuel Escandón           | D   | 28 de julio de 1991      | Lomas Verdes       |
| 4  | Carlos Fernández          | D   | 8 de noviembre de 1982   | Lomas Verdes       |
| 9  | Glennie                   | F   | 3 de julio de 1986       | Galerías Reforma   |
| 17 | Luis David González       | D   | 7 de octubre de 1988     | Metepec            |
| 10 | Cristofer Kelo            | F   | 13 de Abrirl de 1987     | FGCU Eagles        |
| 5  | Lior Miller               | D   | 5 de marzo de 1981       | Galerías Reforma   |
| 14 | Oscar O'Farrill           | F   | 26 de agosto de 1988     | San Jeronimo       |
| 12 | Sebastián Ortega          | F   | 13 de agosto de 1987     | San Jeronimo       |
| 11 | Eduardo Peón              | D   | 20 de diciembre de 1977  | Galerías Reforma   |
| 23 | Roberto Chabat            | F   | 30 de diciembre de 1984  | San Jeronimo       |
| 24 | Alejandro Rosette         | D   | 15 de septiembre de 1987 | Galerías Reforma   |
| 16 | Manuel Sierra             | F   | 27 de agosto de 1981     | Galerías Reforma   |
| 13 | Santiago Sierra           | F   | 8 de agosto de 1987      | San Antonio Devils |
| 15 | Fernando Ugarte           | D   | 11 de enero de 1983      | San Jeronimo       |
| 19 | Moisés Zavala             | F   | 14 de agosto de 1988     | Lomas Verdes       |

## Registro Olímpico
| Año                         | Resultado     |               |
| --------------------------- | ------------- | ------------- |
| Amberes 1920                | No clasificó. | No clasificó. |
| Chamonix 1924               | No clasificó. | No clasificó. |
| Sankt-Moritz 1928           | No clasificó. | No clasificó. |
| Lake Placid 1932            | No clasificó. | No clasificó. |
| Garmisch-Partenkirchen 1936 | No clasificó. | No clasificó. |
| Sankt-Moritz 1928           | No clasificó. | No clasificó. |
| Oslo 1952                   | No clasificó. | No clasificó. |
| Cortina d'Ampezzo 1956      | No clasificó. | No clasificó. |
| Squaw Valley 1960           | No clasificó. | No clasificó. |
| Innsbruck 1964              | No clasificó. | No clasificó. |
| Grenoble 1968               | No clasificó. | No clasificó. |
| Sapporo 1972                | No clasificó. | No clasificó. |
| Innsbruck 1976              | No clasificó. | No clasificó. |
| Lake Placid 1980            | No clasificó. | No clasificó. |
| Sarajevo 1984               | No clasificó. | No clasificó. |
| Calgary 1988                | No clasificó. | No clasificó. |
| Albertville 1992            | No clasificó. | No clasificó. |
| Lillehammer 1994            | No clasificó. | No clasificó. |
| Nagano 1998                 | No clasificó. | No clasificó. |
| Salt Lake City 2002         | No clasificó. | No clasificó. |
| Turín 2006                  | No clasificó. | No clasificó. |
| Vancouver 2010              | No clasificó. | No clasificó. |
| Sochi 2014                  | No clasificó. | No clasificó. |
| Total                       | 0             |               |